# Organisation mondiale du mouvement scout
L'Organisation mondiale du mouvement scout (OMMS), marqué Scoutisme Mondiale depuis 2024, est une organisation indépendante, non lucrative et non partisane, comptant plus de 50 millions de membres, actifs à travers un réseau international de groupes locaux soutenus par des organisations scoutes nationales réparties dans 160 pays et territoires. Son instance gouvernante est la Conférence mondiale, qui se réunit tous les trois ans, et son Conseil exécutif est le Comité mondial, composé de volontaires élus.
Peuvent devenir membres de l’OMMS, toutes les organisations scoutes nationales qui remplissent les conditions requises, sur les bases de la définition, des principes et de la méthode reconnus par sa constitution. Le pouvoir de conférer ladite qualité est dévolu à la Conférence mondiale du scoutisme.

## Définition et principes du Mouvement scout
Le Mouvement scout est un mouvement éducatif mondial pour les jeunes, fondé sur le volontariat ; c’est un mouvement à caractère non politique, ouvert à tous sans distinction de sexe, d’origine, de race ni de croyance religieuse, conformément aux buts, principes et méthode tels qu’ils ont été conçus par Lord Robert Baden-Powell, fondateur du mouvement et formulés ci-dessous.
Le Mouvement scout a pour but de contribuer au développement des jeunes en les aidant à réaliser pleinement leurs possibilités physiques, intellectuelles, affectives, sociales et spirituelles, en tant que personnes, que citoyens responsables et que membres des communautés locales, nationales et internationales.
Le scoutisme a pour mission - en partant de valeurs énoncées dans la Promesse et la Loi scoute - de contribuer à l'éducation des jeunes afin de participer à la construction d'un monde meilleur peuplé de personnes épanouies, prêtes à jouer un rôle constructif dans la société.

## Méthode scoute
La méthode scoute, changée en 2017 par la 41e Conférence Mondiale du Scoutisme en Azerbaïdjan est un système d’autoéducation progressive fondé sur :
- La Promesse et la Loi scoutes
- L'apprentissage par l'action,
- La progression personnelle,
- Le système des équipes,
- Le soutien adulte,
- Le cadre symbolique,
- La nature,
- L'engagement dans la communauté[2].

## Emblème du Scoutisme mondial
L'emblème du Scoutisme mondial est le symbole d’appartenance au Mouvement scout. Il est constitué d’une fleur-de-lys blanche stylisée entourée d'une corde de même couleur disposée en cercle et nouée à sa partie inférieure par un nœud plat, le tout sur fond violet.
Il a été créé par Baden-Powell. Sur les anciennes cartes géographiques, la fleur-de-lys indiquait le Nord. L'emblème rappelle aux Scouts qu'ils doivent être aussi fiables qu'une boussole, respecter les idéaux du Scoutisme afin de trouver leur chemin dans la vie. Les trois pointes symbolisent les trois devoirs : envers Dieu, envers soi-même et envers les autres. Les deux étoiles représentent la vérité et la connaissance, et leurs dix branches les dix articles de la Loi scoute. Le tout entouré d'une corde fermé par un nœud plat symbolisant l'unité et la fraternité du mouvement et l'impossibilité de défaire un nœud plat en tirant dessus. Cet emblème est protégé.

## Histoire
En 1920, 33 organisations scoutes nationales sont représentées à la première Conférence internationale du scoutisme. Le bureau international du scoutisme est créé à Londres.
En juillet 1922, les représentants accrédités de 30 associations scoutes nationales, qui avaient adopté et pratiqué le Mouvement scout fondé par Robert Baden-Powell en 1907, se sont réunis à Paris lors de la 2e Conférence internationale du scoutisme en vue de coordonner le Mouvement scout à travers le monde, ils élisent le premier Comité International et organisent le Mouvement avec un comité exécutif et un secrétariat. un premier recensement mondial fait état de 1 019 205 scouts présents dans 31 pays.
En 1924, 34 organisations scoutes nationales sont représentées à la 3e Conférence internationale à Copenhague au Danemark.
La 4e Conférence mondiale du scoutisme rassemble 29 organisations scoutes nationales au Chalet Scout International de Kandersteg (Suisse), centre scout créé l'année précédente.
En 1957, le Bureau mondial du scoutisme déménage à Ottawa, Canada.
Puis en 1969, après l'adoption du rapport de Laszlo Nagy, qui deviendra Secrétaire général, et à la faveur du déménagement du Bureau mondial du scoutisme à Genève (1968), se met en place la nouvelle OMMS, avec ses nouveaux organes. Cela marque un recul de l'influence anglo-saxonne jusqu'alors dominante.
En 1981, l'OMMS reçoit le prix UNESCO de l'éducation pour la paix.
En 2007 une grave crise oppose un bloc nord américain et asiatique aux organisations du sud de l'Europe. Tant sur la conception du scoutisme que sur la gouvernance les positions sont extrêmement tranchées. La crise se dénoue en 2008 en Corée du Sud.
En 2014, le Bureau Mondial du Scoutisme inaugure ses nouveaux locaux à Kuala Lumpur. Une grande partie des services alors assurés par le siège du Bureau Mondial du Scoutisme à Genève y sont transférés. Le bureau de Genève du Bureau Mondial du Scoutisme continuera d'être le siège social et légal de l'Organisation. Une petite équipe du personnel attaché à ces services continuera d'y travailler.
| Année | Conférence | Lieu                       | Nombre d'organisations nationales représentées |
| ----- | ---------- | -------------------------- | ---------------------------------------------- |
| 1920  | 1re CIS    | Londres (Angleterre)       | 33                                             |
| 1922  | 2e CIS     | Paris (France)             | 30                                             |
| 1924  | 3e CMS     | Copenhague (Danemark)      | 34                                             |
| 1926  | 4e CMS     | Kandersteg (Suisse)        | 29                                             |
| 1929  | 5e CMS     | Birkenhead (Angleterre)    | 33                                             |
| 1931  | 6e CMS     | Vienne-Baden (Autriche)    | 44                                             |
| 1933  | 7e CMS     | Gödöllö(Hongrie)           | 31                                             |
| 1935  | 8e CMS     | Stockholm (Suède)          | 28                                             |
| 1937  | 9e CMS     | La Haye (Pays-Bas)         | 34                                             |
| 1939  | 10e CMS    | Edimbourg (Écosse)         | 27                                             |
| 1947  | 11e CMS    | Château de Rosny (France)  | 32                                             |
| 1949  | 12e CMS    | Elvesaeter (Norvège)       | 25                                             |
| 1951  | 13e CMS    | Salzbourg (Autriche)       | 34                                             |
| 1952  | 14e CMS    | Vaduz (Liechtenstein)      | 35                                             |
| 1955  | 15e CMS    | Niagara falls (Canada)     | 44                                             |
| 1957  | 16e CMS    | Cambridge (Angleterre)     | 52                                             |
| 1959  | 17e CMS    | New Delhi (Inde)           | 35                                             |
| 1961  | 18e CMS    | Lisbonne (Portugal)        | 50                                             |
| 1963  | 19e CMS    | Rhodes (Grèce)             | 52                                             |
| 1965  | 20e CMS    | Mexico (Mexique)           | 59                                             |
| 1967  | 21e CMS    | Seattle (États-Unis)       | 70                                             |
| 1969  | 22e CMS    | Otaniemi (Finlande)        | 60                                             |
| 1971  | 23e CMS    | Tokyo (Japon)              | 71                                             |
| 1973  | 24e CMS    | Nairobi (Kenya)            | 77                                             |
| 1975  | 25e CMS    | Lundtofte (Danemark)       | 87                                             |
| 1977  | 26e CMS    | Montréal (Canada)          | 81                                             |
| 1979  | 27e CMS    | Birmingham (Angleterre)    | 81                                             |
| 1981  | 28e CMS    | Dakar (Sénégal)            | 84                                             |
| 1983  | 29e CMS    | Dearborn (États-Unis)      | 90                                             |
| 1985  | 30e CMS    | Munich (Allemagne)         | 90                                             |
| 1987  | 31e CMS    | Melbourne (Australie)      | 77                                             |
| 1990  | 32e CMS    | Paris (France)             | 100 (+7 pays invités)                          |
| 1993  | 33e CMS    | Bangkok (Thailande)        | 99                                             |
| 1996  | 34e CMS    | Oslo (Norvège)             | 108                                            |
| 1999  | 35e CMS    | Durban (Afrique du Sud)    | 116                                            |
| 2002  | 36e CMS    | Thessalonique (Grèce)      | 125                                            |
| 2005  | 37e CMS    | Yasmine Hammamet (Tunisie) | 122                                            |
| 2008  | 38e CMS    | île de Jeju (Corée du Sud) | -                                              |
| 2011  | 39e CMS    | Curitiba (Brésil)          | 138                                            |
| 2014  | 40e CMS    | Ljubljana (Slovénie)       | -                                              |
| 2017  | 41e CMS    | Baku (Azerbaijan)          | 169                                            |
| 2020  | 42e CMS    | (conférence virtuelle)     | 170                                            |
| 2024  | 43e CMS    | Le Caire (Égypte)          | 176                                            |
| 2027  | 44e CMS    | Londres (Royaume-Unis)     | -                                              |

## Gouvernance
L’organisation est composée de trois institutions distinctes : la Conférence mondiale du scoutisme, le Comité mondial du scoutisme et le Bureau mondial du scoutisme.
La Conférence mondiale du scoutisme est l’organe suprême de l’Organisation mondiale, et elle se compose de tous les Membres de cette Organisation. Ses fonctions sont de :
1. Examiner la politique et les normes du Mouvement scout à travers le monde et prendre toutes mesures propres à servir le but de l’Organisation mondiale.
2. Déterminer la politique d’ensemble de l’Organisation mondiale.
3. Examiner les demandes d’admission et décider des cas d’expulsion.
4. Procéder aux élections stipulées dans le Règlement additionnel.
5. Examiner les rapports et les recommandations présentés par le Comité mondial du scoutisme.
6. Examiner les recommandations présentées par les Organisations membres.
7. Examiner les propositions d’amendement à la présente Constitution et au règlement additionnel.
8. Exercer les autres fonctions résultant de la présente Constitution et du règlement additionnel.

Le Comité mondial du scoutisme est l’organe exécutif de l’Organisation mondiale. Les fonctions du Comité mondial du scoutisme sont :
1. Agir au nom de la Conférence mondiale du scoutisme dans l’intervalle entre ses réunions ; mettre en exécution ses décisions, ses recommandations et ses directives ; et la représenter dans les manifestations et réunions internationales et nationales.
2. Promouvoir le Mouvement scout partout dans le monde au moyen de visites, d’échanges de correspondance, de stages de formation et autres activités appropriées.
3. Conseiller et aider les Organisations membres en vue d’atteindre le but et de mettre en pratique les principes et la méthode du Scoutisme.
4. Recommander l’admission d’Organisations scoutes nationales demandant à être admises comme membres et suspendre provisoirement la qualité de membre d’une Organisation scoute nationale.
5. Préparer l’ordre du jour et les règles de procédure interne des réunions de la Conférence mondiale du scoutisme, en tenant compte des suggestions faites par les organisations membres, et nommer le président et les vice-présidents de la Conférence mondiale du scoutisme.
6. Nommer le Secrétaire Général de l’Organisation Mondiale et nommer son adjoint ou ses adjoints sur la recommandation du Secrétaire Général ; et contrôler la gestion du Bureau Mondial du Scoutisme.
7. Approuver le budget annuel et les états financiers du Bureau Mondial du Scoutisme.
8. Assumer la responsabilité de la collecte de fonds supplémentaires.
9. Approuver les constitutions et autres règlements régissantles organisations régionales du scoutisme.
10. Nommer le trésorier.
11. Accorder un statut consultatif à telles organisations en mesure d’aider le Mouvement scout.
12. Décider de l’attribution de décorations pour services rendus au Mouvement scout mondial.
13. Exercer les autres fonctions résultant de la présente Constitution et du règlement additionnel.

## Bureau mondial du scoutisme
Le secrétariat de l'Organisation est le Bureau mondial du scoutisme, qui a son siège à Kuala Lumpur et des bureaux dans six régions : Afrique (Nairobi, Dakar et Le Cap), Arabe (Le Caire), Asie-Pacifique (Manille), Eurasie (Yalta-Gourzouf, Kiev), Europe (Genève/Bruxelles) et Inter-Amérique (Panama). L'actuel secrétaire général est Ahmad Alhendawi.

## Financement
L'Organisation est financée par les cotisations des organisations scoutes nationales, basées sur leurs effectifs suivant le revenu per capita de chaque pays. La Fondation du scoutisme mondial sollicite activement et reçoit des contributions qui sont investies dans un fonds de placement de manière à produire un revenu régulier pour le scoutisme mondial. Le président honoraire de la Fondation du scoutisme mondial est S.M. le Roi de Suède. La Fraternité mondiale de Baden-Powell est composée de personnes individuelles et de donateurs privés, qui s'engagent à soutenir le développement du scoutisme dans le monde.

## Structures régionales
En plus de ces organes décisionnels, 6 régions : Asie-Pacifique, Afrique, Amérique, Eurasie, Europe et zone Arabe regroupent les organisations scoutes nationales. Les régions servent de réseau de service et de communication pour favoriser la mise en œuvre des décisions prise par la Conférence mondiale tout en l'adaptant aux réalités régionales et apportent un appui aux organisations nationales.
Chaque région est chargée de cinq fonctions :
1. organiser des réunions internationales traitant de sujets d’intérêt général pour les associations ;
2. créer des groupes de travail sur une question importante pour le scoutisme ;
3. préparer les réunions régionales régulières pour les responsables nationaux ;
4. collaborer à une manifestation, camp etc organisée par un membre ;
5. aider les associations sur des thèmes spécifiques.

## Partenariats et relations avec l'ONU
Depuis 1947, l'OMMS jouit du statut consultatif auprès du Conseil économique et social de l'ONU. Elle a signé des protocoles d'accord avec la plupart des agences et des commissariats des Nations unies (UNICEF, UNESCO, UNEP, UNHCR et BIT).